# Округ Лу (Небраска)
Лу (енгл. Loup County) је округ у америчкој савезној држави Небраска.

## Демографија
По попису из 2010. године број становника је 632, што је 80 (-11,2%) становника мање него 2000. године.
| Група             | 2000.       | 2010.       |
| Белци             | 696 (97,8%) | 617 (97,6%) |
| Афроамериканци    | 0 (0,0%)    | 1 (0,2%)    |
| Азијати           | 1 (0,1%)    | 0 (0,0%)    |
| Хиспаноамериканци | 12 (1,7%)   | 13 (2,1%)   |
| Укупно            | 712         | 632         |